# Ernst Oldenburg

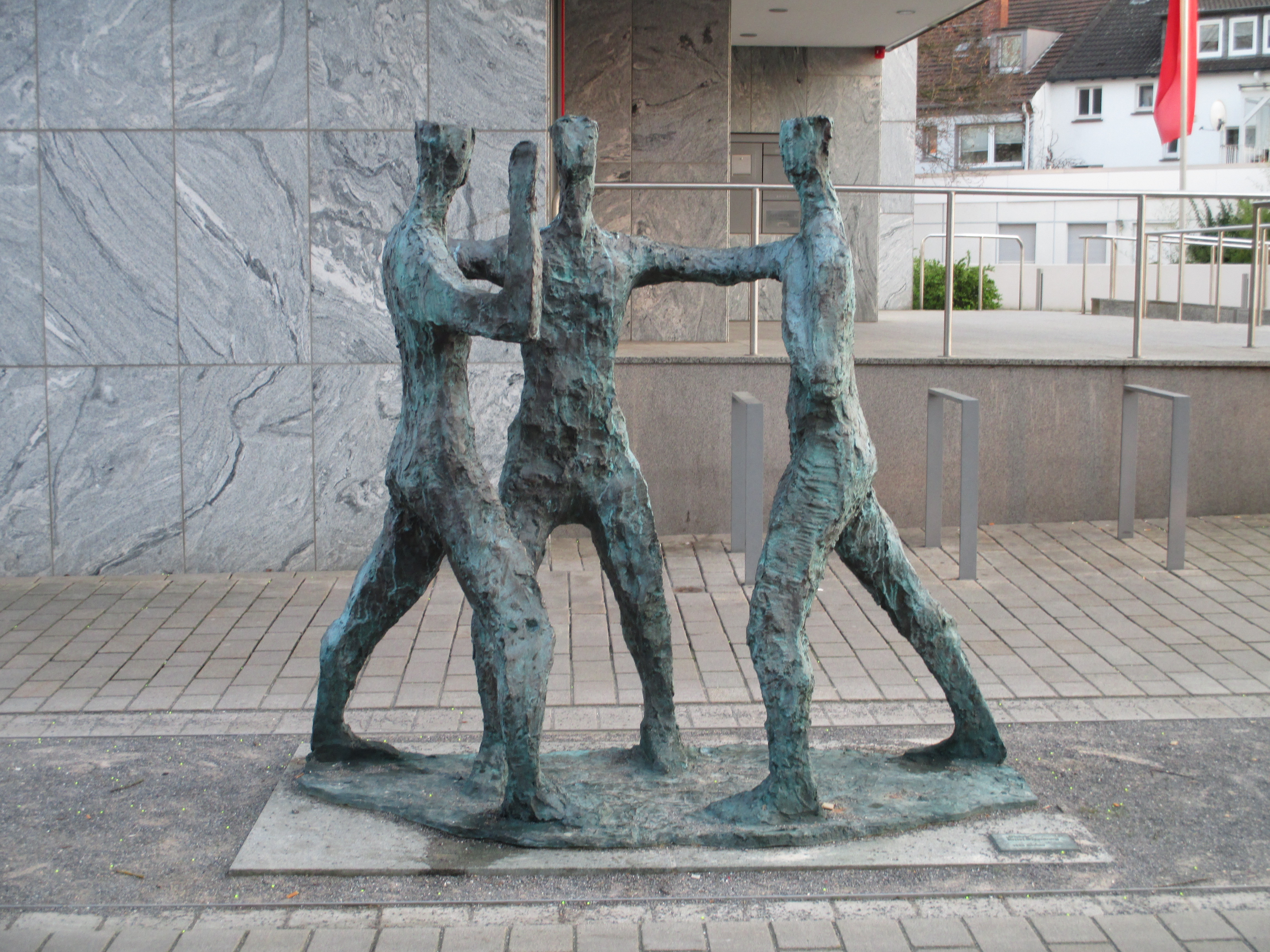
Escultura "Diálogo" (1982) de Ernst Oldenburg, en Kamen (distrito de Unna, Alemania).

Ernst Oldenburg (Gdansk, Polonia, 8 de enero de 1914-Unna, Alemania, 9 de enero de 1992) fue un pintor, escultor, dibujante y grabador alemán encuadrado en el Expresionismo.

## Reseña biográfica
Nació en Gdansk en 1914, entonces ciudad del Imperio alemán. En 1928, a la edad de catorce años, fue aceptado en la Universidad Tecnológica de Gdansk, en la que recibió formación artística por parte del profesor y pintor Fritz August Pfuhle.
Oldenburg  presentó su primera exposición en 1932 en el Kunstkammer de Gdansk junto a obras de Otto Dix. Conoce a los pintores expresionistas Max Pechstein, Karl Hofer y Ernst Ludwig Kirchner.
A partir de 1936 continúa con sus estudios. Comienza a trabajar como arquitecto en Berlín. En Francia e Italia establece contactos con personalidades del ámbito artístico internacional. En 1938 se casó con Stella von Baggehufvudt. En 1940 Oldenburg fue reclutado en la armada. En 1945 huye con su familia de Gdansk a Stralsund, en el norte de Alemania. En 1949 regresa a Berlín Este, donde conoce, entre otros intelectuales, al dramaturgo Bertol Brecht y a la escritora Anna Seghers. En 1954 se traslada a Fissau, un pueblo cercano a Eutin, en Holstein Oriental, en la entonces República Federal Alemana. Allí realiza un intenso trabajo de pintura paisajística. Realiza nuevos viajes al extranjero, especialmente a París. Ese mismo año, establece un nuevo taller de pintura en Marl, en la región de Renania. En 1958 realiza exposiciones en Estados Unidos, Suiza, Países Bajos y Escandinavia. Nuevas exposiciones en Hamburgo, Bremen, Fráncfort del Meno y Essen.
En 1967 finalmente se establece en Unna, en el barrio de Kessebüren, en el edificio de la vieja escuela de la población, donde vivirá y trabajará hasta el final de sus días. Realiza nuevas exposiciones internacionales en España, Italia, Japón y Estados Unidos. En 1988 el artista sufre un accidente cerebrovascular grave con parálisis del lado derecho, a partir del cual solo podrá utilizar la mano izquierda. En 1992, el 9 de enero, Ernst Oldenburg muere en Unna.

## Obra
Su obra abarca seis décadas y más de 1.500 obras registradas. Su estilo fue evolucionando contraviniendo las tendencias de cada momento, lo que dificulta su adscripción a una escuela determinada, hecho que puede explicar el escaso interés que ha despertado su obra hasta épocas recientes. Luchó por su vocación artística frente a todas las adversidades que tuvo que afrontar.
Su obra, figurativa y expresionista, se centra preferentemente en el ser humano, figuras o retratos, aunque también realizó con profusión otros temas como paisajes o escenas con caballos. 

### Pintura
Se dedicó a la pintura a lo largo de toda su vida, desde los años treinta hasta su muerte en 1992. Se centra en algunos temas, que va variando sucesivamente. Su búsqueda de la verdad artística da lugar a una gran variedad de perspectivas diferentes. No busca la perfección formal, sino la franqueza de la obra.

### Escultura
Su concepto de la escultura permite representar al ser humano de manera rotunda y directa. Separa la escultura del contexto, agudizando la expresión gestual, para lo que se ayuda de la tridimensionalidad del medio. Si en la pintura de Oldenburg la figura se trata como una forma, en la escultura la forma de esa figura se acentúa. Lo visible remite directamente a lo tangible, y a la vez a una realidad no visible.

### Dibujo
Los dibujos de Oldenburg atestiguan su poder creativo figurativo, incluso cuando se trata de bocetos realizados como trabajos preliminares para pinturas o esculturas. Hasta el estudio más pequeño revela la concisión de la expresión, superando los límites del realismo.

### Grabado
Los grabados reflejan la evolución constante de la expresión del lenguaje corporal. Con su claridad estilística, Oldenburg da forma al ser humano concentrándose en su postura. La mayoría de las obras son de los años 60 y 70, y fueron creadas durante sus estancias en París.

## Exposiciones temporales
- 2005, Museo de Holstein Oriental[7] (Eutin, Alemania): Ernst Oldenburg. Pintura y escultura.[8] Muestra retrospectiva general de la obra de Oldenburg, que vivió en Eutin en la década de los 50.
- 2016, Hotel MutterHaus (Düsseldorf, Alemania): Ernst Oldenburg (1914-1992). Un mundo envuelto en colores y formas.

## Colección permanente
Casa Museo Ernst Oldenburg (Unna, Alemania). Casa donde pasó sus últimos 25 años, en lo que era la antigua escuela de la población.

### Conjuntos escultóricos al aire libre
- Große Begegnung (Gran encuentro), 1979. Unna (Alemania).
- Dialog (Diálogo), 1982. Kamen (Alemania).
- Conjunto de esculturas en el exterior de la Casa Museo Ernst Oldenburg. Unna (Alemania).